# Барри, Абдурахман
Абдурахман Барри́ (фр. Abdourahmane Barry; родился 21 февраля 2000 года, Курбевуа, Франция) — франко-гвинейский футболист, защитник французского футбольного клуба «Амьен» и сборной Гвинеи.

## Клубная карьера
Абдурахман Барри является воспитанником академии ПСЖ. За дубль дебютировал в матче против «Вильфранша». Всего за дубль «ПСЖ» Барри сыграл 4 матча.
1 июля 2018 года Абдурахман Барри перешёл в «Лиферинг». За клуб дебютировал в матче против «Хорна». Свой единственный гол Барри забил в ворота «Капфенберга». Всего за Лиферинг Абдурахман Барри сыграл 14 матчей, где забил 1 мяч.
19 августа 2020 года перешёл в «Гройтер Фюрт». Дебютировал в матче против «Эрцгебирге». 2 января 2021 года Абдурахман Барри повредил приводящую мышцу и пропустил 8 игр. Через месяц после восстановления Барри получил травму связок и выбыл на 4 матча. Для получения игровой практики начал играть за дубль команды, где дебютировал в матче против «Райн 1896». Свой первый гол забил в ворота «Аугсбург II». Всего за клуб сыграл 26 матчей, где забил 1 гол.
1 июля 2022 года перешёл в «Амьен». За клуб дебютировал в матче против «Меца».